# Johann Heinrich Linck l'Ancien
Johann Heinrich Linck dit l'Ancien (né le 17 décembre 1674 à Leipzig et mort dans cette même ville le 29 octobre 1734) est un pharmacien, collectionneur et naturaliste allemand.

## Biographie

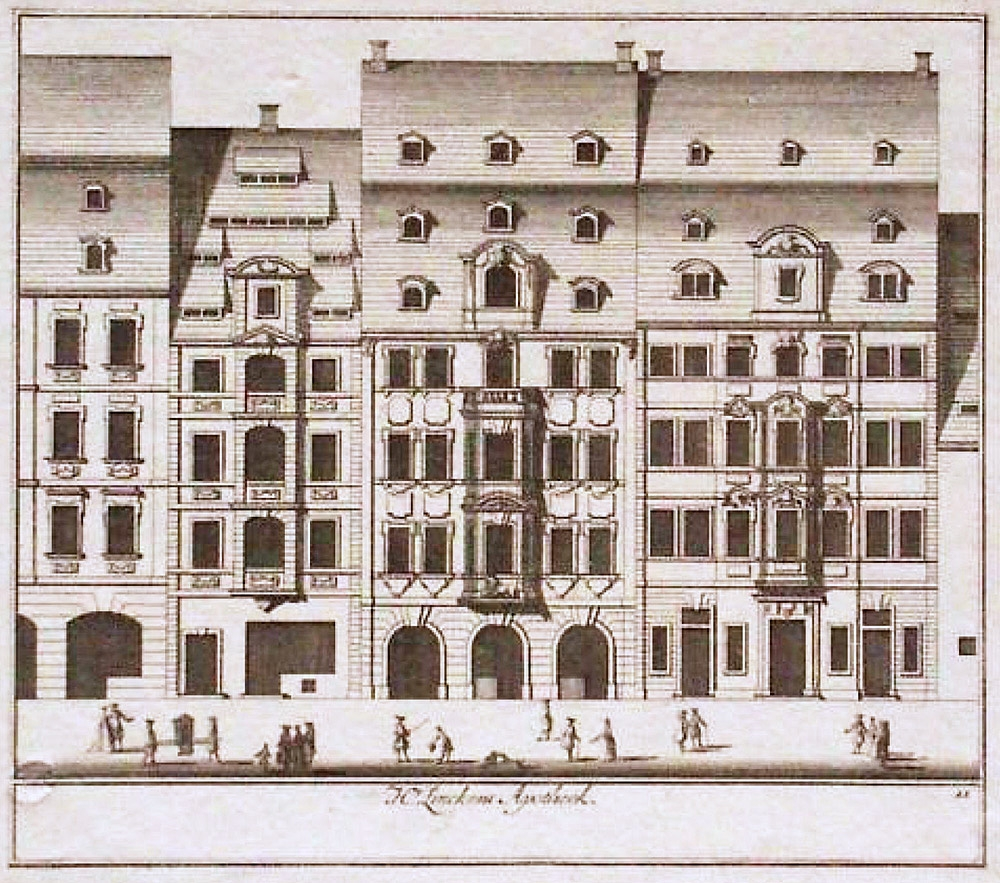
La pharmacie Au Lion d'or, vers 1710.

Johann Heinrich est le fils de Heinrich Linck, pharmacien à Leipzig, collectionneur et fondateur d'un cabinet de curiosités. Après une année d'études à Copenhague, il voyage en Suède, Danemark, Pays-Bas autrichiens, Angleterre, ville libre de Danzig pour parfaire sa formation de pharmacien. Il entre aussi en contact avec plusieurs collectionneurs ; il visite les cabinets de curiosités d'Albertus Seba à Amsterdam et de Jacob Theodor Klein à Danzig et rencontre Hans Sloane et John Woodward au Gresham College à Londres. Il reprend la pharmacie paternelle, Au Lion d'Or, en 1710 avec son frère Christian Heinrich ; parallèlement il enrichit les collections de son père. Il rédige un traité sur les étoiles de mer, illustré par Christian Gabriel Fischer et publié en 1733.
Son fils, Johann Heinrich Linck, dit le Jeune, dressa le catalogue de ses collections.

## Œuvre

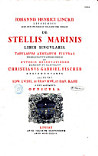
De Stellis Marinis...

- Johannis Henrici Linckii, ... De Stellis marinis liber singularis, tabularum aenearum figuras... et autoris observationes disposuit... Christianus Gabriel Fischer,... Accedunt Edw. Luidii, de Réaumur et Dav. Kade hujus argumenti opuscula, apud J. Schusterum, 1733, 107 p., 52 planches.

## Hommage
Giovanni Domenico Nardo lui a dédié un genre d'étoiles de mer, Linckia, en 1834.